# Veia ileocólica
A veia ileocólica é tributária da veia mesentérica superior.